# WWE New Year's Revolution
WWE New Year's Revolution foi um evento de luta profissional produzido pela WWE, uma promoção de wrestling profissional com sede em Connecticut. O evento foi criado em 2005 e seu nome foi uma brincadeira com a tradição ocidental das resoluções de Ano Novo, sendo realizado no início de janeiro de cada ano em que o evento era produzido. Foi realizado como um evento pay-per-view (PPV) de 2005 a 2007. Para coincidir com a extensão da marca da WWE, o New Year's Revolution foi realizado exclusivamente para lutadores da marca Raw por seus três anos como um evento PPV. Em 2008, o New Year's Revolution foi removido da programação quando a empresa reduziu o número de PPVs por ano após a descontinuação dos PPVs exclusivos da marca após a WrestleMania 23 em abril de 2007. Em janeiro de 2020, a WWE reviveu o nome do evento para uma série de WWE Shows ao vivo para Raw e SmackDown intitulados New Year's Revolution Tour; esta turnê não foi realizada em 2021 devido à pandemia do COVID-19.

## História
New Year's Revolution foi um evento anual pay-per-view (PPV) de janeiro produzido pela World Wrestling Entertainment (WWE). O nome era uma brincadeira com a tradição ocidental das resoluções de Ano Novo. A primeira New Year's Revolution ocorreu em 9 de janeiro de 2005 e foi ao ar ao vivo no PPV de San Juan, Porto Rico, que foi o primeiro e até agora único evento pay-per-view produzido pela WWE a ser realizado em Porto Rico. O evento principal foi uma luta Elimination Chamber, um tipo especial de luta profissional baseada em eliminação que foi promovido em raras ocasiões na WWE na época com um total de seis participantes. A estrutura original da Elimination Chamber tinha 16 pés de altura e pesava 10 toneladas. Era composto de duas milhas de corrente, grade de aço e pods de plexiglass (dois lutadores começaram a luta enquanto os outros quatro estavam contidos nos pods, cada um entrando na luta aleatoriamente a cada cinco minutos).
O evento de 2006 também contou com uma Elimination Chamber como o evento principal, que também viu o primeiro Money in the Bank cash-in, onde Mr. Money in the Bank Edge usou o contrato e derrotou o Campeão da WWE John Cena logo após Cena ter retido o título na luta Elimination Chamber. A luta anual Elimination Chamber foi então movida para o PPV December to Dismember no final daquele ano, assim, o evento New Year's Revolution de 2007 não contou com a luta Elimination Chamber. O New Year's Revolution PPV foi então cancelado em 2008, depois que a WWE reduziu o número de PPVs por ano após a descontinuação dos PPVs exclusivos da marca após a WrestleMania 23 em abril de 2007.

## Eventos

### Eventos Pay-per-view (2005–2007)
Como um evento pay-per-view, apenas três PPVs New Year's Revolution foram realizados, começando em 2005 com a final em 2007. Todos os três eventos foram realizados exclusivamente para lutadores da marca Raw.
| # | Event                        | Date            | City                  | Venue                        | Main Event | Ref. |
| - | ---------------------------- | --------------- | --------------------- | ---------------------------- | --- | ---- |
| 1 | New Year's Revolution (2005) | January 9, 2005 | San Juan, Puerto Rico | José Miguel Agrelot Coliseum | Triple H vs. Batista vs. Randy Orton vs. Chris Jericho vs. Chris Benoit vs. Edge in an Elimination Chamber match for the vacant World Heavyweight Championship with Shawn Michaels as the special guest referee |      |
| 2 | New Year's Revolution (2006) | January 8, 2006 | Albany, New York      | Pepsi Arena                  | John Cena (c) vs. Edge for the WWE Championship in Edge's Money in the Bank cash-in match |      |
| 3 | New Year's Revolution (2007) | January 7, 2007 | Kansas City, Missouri | Kemper Arena                 | John Cena (c) vs. Umaga for the WWE Championship |      |

### New Year's Revolution Tour (2020)
O New Year's Revolution Tour foi originalmente programado para ser uma turnê de nove shows ao vivo da WWE, no entanto, o show final foi cancelado devido ao início da pandemia do COVID-19. O nono e último show estava programado para ser realizado em 15 de março no Covelli Centre em Youngstown, Ohio, mas o governador de Ohio, Mike DeWine, proibiu reuniões de massa de mais de 100 pessoas ou mais. Abaixo estão os oito shows que foram realizados para a turnê de 2020. Esses house shows foram realizados como supershows, apresentando lutadores do Raw e do SmackDown.
| # | Data            | Cidade                   | Local                | Evento princiapl | Ref. |
| - | --------------- | ------------------------ | -------------------- | --- | ---- |
| 1 | 4 de Janeiro    | Cabo Girardeau, Missouri | Show Me Center       | Roman Reigns, Braun Strowman e Big E vs. King Corbin e The Revival (Scott Dawson e Dash Wilder)                                                  |      |
| 2 | 5 de Janeiro    | Springfield, Missouri    | JQH Arena            | Roman Reigns, Braun Strowman e The New Day (Big E e Kofi Kingston) vs. King Corbin, Shinsuke Nakamura e The Revival (Scott Dawson e Dash Wilder) |      |
| 3 | 11 de Janeiro   | Dayton, Ohio             | Nutter Center        | Roman Reigns vs. King Corbin em uma luta Loser Eats Dog Food                                                                                     |      |
| 4 | 12 de Janeiro   | Corbin, Kentucky         | The Corbin Arena     | Roman Reigns vs. King Corbin em uma luta Loser Eats Dog Food                                                                                     |      |
| 5 | 8 de Fevereiro  | Oakland, Califórnia      | Oakland Arena        | Roman Reigns vs. King Corbin |      |
| 6 | 9 de Fevereiro  | Fresno, Califórnia       | Save Mart Center     | Drew McIntyre vs. Seth Rollins |      |
| 7 | 15 de Fevereiro | Eugene, Oregon           | Matthew Knight Arena | Roman Reigns vs. King Corbin |      |
| 8 | 16 de Fevereiro | Kennewick, Washington    | Toyota Center        | Roman Reigns vs. King Corbin |      |